# Рост (лунный кратер)
Кратер Рост (лат. Rost) — крупный древний ударный кратер в южном полушарии видимой стороны Луны. Название присвоено в честь немецкого астронома Иоганна Леонгарда Роста (1688—1727) и  утверждено Международным астрономическим союзом в 1935 г. Образование кратера относится к нектарскому периоду.

## Описание кратера

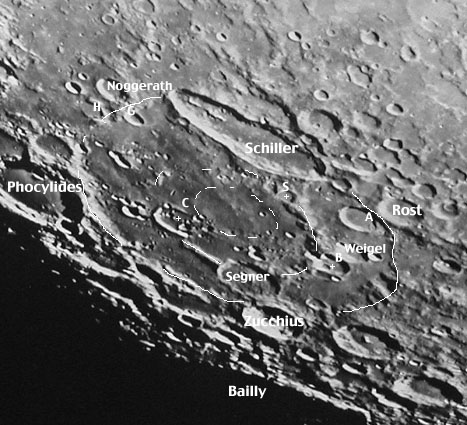
Окрестности кратера Рост. Изображение из консолидированного атласа Луны.

Ближайшими соседями кратера Рост являются кратер Шиллер на северо-западе; кратер Байер на севере; кратер Шейнер на юго-востоке и кратер Вейгель на юго-западе. Селенографические координаты центра кратера 56°25′ ю. ш. 33°50′ з. д. / 56,42° ю. ш. 33,84° з. д., диаметр 46,9 км, глубина 2460 м.
Кратер имеет циркулярную форму и умеренно разрушен. Вал сглажен и отмечен множеством мелких кратеров, особенно в юго-западной и северной части. Внутренний склон вала несколько неравномерный по ширине, с слабыми следами террасовидной структуры. Высота вала над окружающей местностью достигает 1110 м, объем кратера составляет приблизительно 1800 км³. Дно чаши ровное, отмечено мелкими кратерами, без приметных структур.

## Сателлитные кратеры
| Рост | Координаты                                            | Диаметр, км |
| ---- | ----------------------------------------------------- | ----------- |
| A    | 56°37′ ю. ш. 36°50′ з. д. / 56,62° ю. ш. 36,84° з. д. | 44,7        |
| B    | 54°41′ ю. ш. 36°18′ з. д. / 54,68° ю. ш. 36,3° з. д.  | 20,3        |
| D    | 56°38′ ю. ш. 31°00′ з. д. / 56,63° ю. ш. 31° з. д.    | 30,6        |
| M    | 55°30′ ю. ш. 31°31′ з. д. / 55,5° ю. ш. 31,52° з. д.  | 26,8        |
| N    | 57°17′ ю. ш. 33°13′ з. д. / 57,29° ю. ш. 33,22° з. д. | 6,0         |

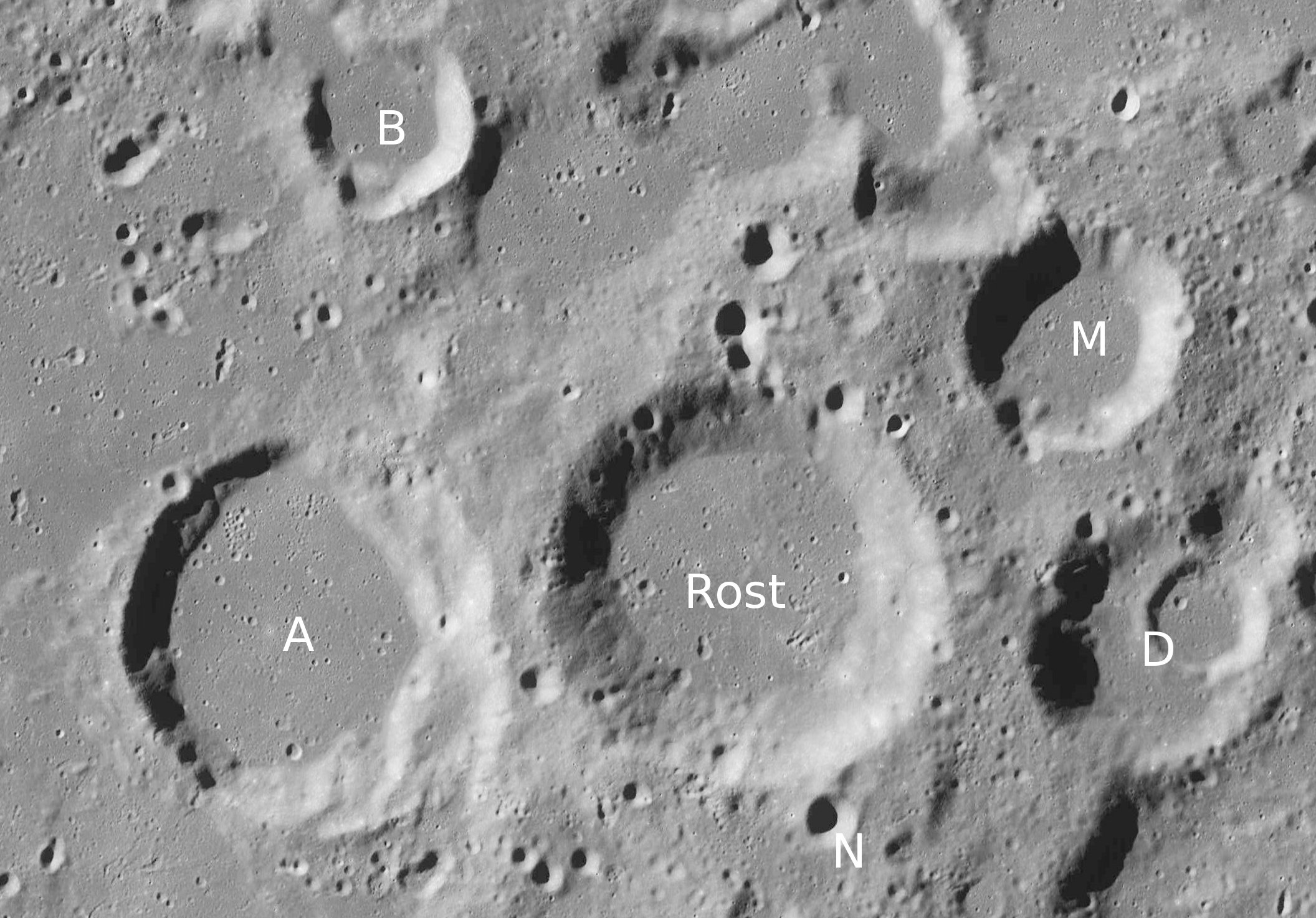
Снимок зонда Lunar Reconnaissance Orbiter.

- Образование сателлитного кратера Рост A относится к нектарскому периоду[1].

## См.также
- Список кратеров на Луне
- Лунный кратер
- Морфологический каталог кратеров Луны
- Планетная номенклатура
- Селенография
- Минералогия Луны
- Геология Луны
- Поздняя тяжёлая бомбардировка